# Верхний Такермен
Ве́рхний Такерме́н (тат. Югары Тәкермән) — село в Мензелинском районе Республики Татарстан, административный центр Верхнетакерменского сельского поселения.

## География
Село находится на реке Брылык, близ автомобильной дороги федерального значения М7 «Москва — Уфа», в 30 км к западу от районного центра — города Мензелинска, в 14 км к востоку от города Набережные Челны.

## История
Село известно с 1709 года (по другим источникам, образовано в XVII веке). В дореволюционных источниках упоминается также под названиями Старый Такермен, Самин, Тасумень.
В XVIII—XIX веках жители относились к категориям башкир-вотчинников, тептярей, государственных крестьян. Основные занятия жителей в этот период — земледелие и скотоводство, были распространены пчеловодство, изготовление телег и саней, плетение лаптей.
Жители села приняли активное участие в Крестьянской войне 1773—1775 годов.
В «Списке населенных мест по сведениям 1870 года», изданном в 1877 году, населённый пункт упомянут как деревня Юски-Такирмень (Старый Такирмень, Саминь, Тасумень) 5-го стана Мензелинского уезда Уфимской губернии. Располагалась при речке Бурчане, по правую сторону почтового тракта из Мензелинска в Елабугу, в 28 верстах от уездного города Мензелинска и в 15 верстах от становой квартиры в деревне Кузекеева (Кускеева). В деревне, в 223 дворах жили 1376 человек (687 мужчин и 689 женщин, башкиры, тептяри, татары), были мечеть, училище, водяная мельница. Жители занимались земледелием, скотоводством, пчеловодством, деланием телег, саней и дровней, плетением лаптей.
До 1929 года в селе функционировало 4 мечети (первая — со второй половины XVIII века, разрешение на постройку второй было дано в 1886 году, третьей и четвёртой — в 1911 году; все закрыты в 1929 году). В начале XX века действовало медресе.
В этот период совокупный земельный надел сельской общины составлял свыше 4940 десятин.
До 1920 года село входило в Кузкеевскую волость Мензелинского уезда Уфимской губернии. С 1920 года в составе Мензелинского кантона ТАССР. С 10 августа 1930 года в Мензелинском районе.
В 1929 году в селе образованы колхоз имени Тукая и артель «Урал». В 2004—2005 годах в составе общества с ограниченной ответственностью «Такермень», с 2006 года — сельскохозяйственного производственного кооператива имени М. Джалиля, с 2015 года в составе общества с ограниченной ответственностью «Органик Групп» .

## Население
| 1795 | 1859 | 1870 | 1897 | 1906 | 1913 | 1920 | 1926 | 1938 | 1958 | 1970 | 1979 | 1989 | 2002 | 2010 | 2017 |
| ---- | ---- | ---- | ---- | ---- | ---- | ---- | ---- | ---- | ---- | ---- | ---- | ---- | ---- | ---- | ---- |
| 198  | 1204 | 1376 | 1762 | 2110 | 2404 | 2266 | 1298 | 1459 | 926  | 841  | 753  | 541  | 522  | 524  | 596  |

Национальный состав села — татары.

## Экономика
Жители села работают преимущественно в ООО «Органик Групп», в крестьянских (фермерских) хозяйствах, занимаются полеводством, мясо-молочным скотоводством.

## Инфраструктура
В селе действуют неполная средняя школа (с 1918 г. как начальная), дом культуры и библиотека (открыты в 1967 году), фельдшерско-акушерский пункт (с 1972 года), детский сад (с 1966 года).

## Религия
Мечеть (с 1991 года).